# Alexis Vuillermoz
Alexis Vuillermoz (Saint-Claude, 1 juni 1988) is een Frans voormalig wielrenner, veldrijder en mountainbiker.
In de wegwedstrijd op de Olympische Spelen in Rio de Janeiro (2016) eindigde Vuillermoz op plek 23, op ruim zes minuten van winnaar Greg Van Avermaet. Vier dagen later eindigde hij op plek 29 in de tijdrit.

## Palmares
2006
 Frans kampioen cross-country, Junioren
2008
 Wereldkampioen gemengde aflossing, Elite (met Arnaud Jouffroy, Laurence Leboucher en Jean-Christophe Péraud)
 Europees kampioen gemengde aflossing, Elite (met Arnaud Jouffroy, Laurence Leboucher en Jean-Christophe Péraud)
2009
 Frans kampioen cross-country, Beloften
2010
 Frans kampioen cross-country, Beloften
2014
Bergklassement Route du Sud
2e etappe Ronde van Gévaudan Languedoc-Roussillon
2015
Grote Prijs van Plumelec
8e etappe Ronde van Frankrijk
International Road Cycling Challenge
2e etappe Ronde van Gévaudan Languedoc-Roussillon
2017
Grote Prijs van Plumelec
2e etappe Ronde van de Limousin
Eindklassement Ronde van de Limousin
2019
La Drôme Classic
2022
2e etappe Critérium du Dauphiné

## Resultaten in voornaamste wedstrijden
| Jaar | Ronde van Italië | Ronde van Frankrijk | Ronde van Spanje |
| ---- | ---------------- | ------------------- | ---------------- |
| 2013 |                  | 46e                 |                  |
| 2014 | 11e              |                     |                  |
| 2015 |                  | 26e (1)             |                  |
| 2016 |                  | 20e                 |                  |
| 2017 |                  | 13e                 |                  |
| 2018 |                  | opgave              |                  |
| 2019 | 29e              | 41e                 |                  |
| 2020 |                  | 35e                 |                  |
| 2021 |                  |                     |                  |
| 2022 |                  | opgave              |                  |
| 2023 |                  |                     |                  |
| 2024 |                  |                     |                  |

| Jaar | Milaan-San Remo | Amstel Gold Race | Luik-Bast.‑Luik | Ronde van Lombardije | Waalse Pijl | Clásica San Sebastián |  | Wereldranglijsten |
| ---- | --------------- | ---------------- | --------------- | -------------------- | ----------- | --------------------- |  | ----------------- |
| 2013 |                 |                  |                 |                      | 114e        |                       |  |                   |
| 2014 |                 |                  |                 | opgave               |             |                       |  | 98e (UWT)         |
| 2015 |                 | 54e              |                 | 15e                  | 6e          | 17e                   |  | 77e (UWT)         |
| 2016 |                 | opgave           |                 | 42e                  |             |                       |  | 153e (UWT)        |
| 2017 |                 |                  | 29e             | 4e                   | 26e         | 12e                   |  | 42e (UWT)         |
| 2018 | 41e             | 29e              | opgave          |                      | 15e         |                       |  |                   |
| 2019 |                 |                  | opgave          |                      |             |                       |  |                   |
| 2020 |                 |                  | opgave          |                      | 26e         |                       |  |                   |
| 2021 |                 |                  |                 |                      |             |                       |  |                   |
| 2022 |                 |                  | 21e             | 29e                  | 10e         |                       |  |                   |
| 2023 |                 |                  |                 | 94e                  |             |                       |  |                   |
| 2024 |                 |                  | 92e             |                      | opgave      | opgave                |  |                   |

## Ploegen
- 2012 –  Saur-Sojasun (stagiair vanaf 1-8)
- 2013 –  Sojasun
- 2014 –  AG2R La Mondiale
- 2015 –  AG2R La Mondiale
- 2016 –  AG2R La Mondiale
- 2017 –  AG2R La Mondiale
- 2018 –  AG2R La Mondiale
- 2019 –  AG2R La Mondiale
- 2020 –  AG2R La Mondiale
- 2021 –  Total Direct Energie
- 2022 –  Team TotalEnergies
- 2023 –  TotalEnergies
- 2024 –  TotalEnergies

Wielerploegen van Alexis Vuillermoz
Bessy ·
Coppel · 
Coyot ·
Delaplace ·
Engoulvent ·
Feillu ·
Galland ·
Hivert ·
Jeandesboz ·
Laborie · 
Le Lay ·
Lemoine ·
Levarlet ·
Mangel ·
Marino ·
Martias · 
Méderel ·
Paiani ·
Poulhiès ·
Poux · 
Simon ·
Talabardon · 
Tortelier · 
Kéo (stagiair) ·
Renault (stagiair) · 
Vuillermoz (stagiair) 
Daniel ·
Delaplace ·
El Fares ·
Engoulvent ·
Feillu ·
Galland ·
Hivert ·
Jeandesboz ·
Laborie · 
Le Lay ·
Lemoine ·
Marino ·
Martias · 
Méderel ·
Paiani ·
Pauriol ·
Poux ·
Schmidt ·
Simon ·
Šiškevičius · 
Talabardon · 
Tortelier · 
Vuillermoz · 

Guay (stagiair)  
Appollonio · Bagdonas · Bardet · Bérard · Betancur · Bonnafond · Bouet · Chainel · Cherel · Daniel · Domont · Dumoulin · Dupont · Gastauer · Gaudin · Gougeard · Gretsch · Houle · Hoetarovitsj · Kadri · Kern · Minard · Mondory · Montaguti ·  Nocentini · Péraud · Pozzovivo · Riblon · Turgot · Vuillermoz · Bidard (stagiair) · Denz (stagiair) · Raibaud (stagiair)
Bagdonas · Bakelants · Bardet · Bérard · Betancur · Bonnafond · Cherel · Daniel · Denz · Domont · Dumoulin · Dupont · Gastauer · Gaudin · Gougeard · Gretsch · Houle · Jauregui · Kadri · Latour · Minard · Mondory · Montaguti ·  Nocentini · Péraud · Pozzovivo · Riblon · Turgot · Vansummeren · Vuillermoz · Bidard (stagiair) · Campistrous (stagiair) · Pereira (stagiair)
Bagdonas · Bakelants · Bardet · Bérard · Bidard · Bonnafond · Cherel · Daniel · Denz · Domont · Dumoulin · Dupont · Gastauer · Gaudin · Gautier · Gougeard · Gretsch · Houle · Jauregui · Kadri · Latour · Minard · Montaguti · Péraud · Pozzovivo · Riblon · Sergent · Turgot · Vansummeren · Vuillermoz · Cosnefroy (stagiair) · Fabre (stagiair) · Rochas (stagiair)
Bagdonas · Bakelants · Barbier · Bardet · Bérard · Bidard · Cherel · Chevrier · Cosnefroy · Denz · Domont · Dumoulin · Dupont · Duval · Enger · Frank · Gastauer · Gautier · Geniez · Gougeard · Houle · Jauregui · Latour · Montaguti · Naesen · Peters · Pozzovivo · Riblon · Vandenbergh · Vuillermoz · Doléatto (stagiair) · Geniets (stagiair) · Russo (stagiair)
Bagdonas · Bakelants · Barbier · Bardet · Bidard · Cherel · Chevrier · Cosnefroy · Denz · Dillier · Domont · Dumoulin · Dupont · Duval · Frank · Gallopin · Gastauer · Gautier · Geniez · Gougeard · Jauregui · Latour · Montaguti · Naesen · Peters · Vandenbergh · Venturini · Vuillermoz
Bagdonas · Bardet · Bidard · Bouchard · Cherel · Chevrier · Cosnefroy · Denz · Dillier · Domont · Dumoulin · Dupont · Duval · Frank · Gallopin · Gastauer · Geniez · Godon · Gougeard · Hänninen · Jauregui · Latour · Naesen · Paret-Peintre · Peters · Vandenbergh · Venturini · Vuillermoz · Warbasse · Champoussin (stagiair) · Hänninen (stagiair) · Jorgenson (stagiair) · Jullien (stagiair)
Bardet · Bidard · Bouchard · Champoussin (vanaf 1 april) · Cherel · Chevrier · Cosnefroy · Dillier · Domont · Duval · Frank · Gallopin · Gastauer · Geniez · Godon · Gougeard · Hänninen · Jauregui · Latour · L. Naesen · O. Naesen · Paret-Peintre · Peters · Tanfield · Vandenbergh · Vendrame · Venturini · Vuillermoz · Warbasse · Jullien (stagiair) · Reugel (stagiair) · Verger (stagiair)
Boasson Hagen · Bodnar · Bonifazio · Burgaudeau · Cabot · de la Parte · Doubey · Dujardin · Ferron · Geniez (tot 31/5) · Grellier · Jousseaume · Latour · Lawless · Manzin · Oss · Ourselin · Rodríguez · J. Sagan · P. Sagan · Simon · Soupe · Terpstra · Turgis · Van Gestel · Vuillermoz · Devanne (stagiair) · Vercher (stagiair)
Boasson Hagen · Bodnar · Bonnet · Burgaudeau · Cabot · Cras · de la Parte · Doubey · Dujardin · Ferron · Grellier · Jeannière · Jousseaume · Latour · Manzin · Oss · Ourselin · Sagan · Simon · Soupe · Tesson · Turgis · Van Gestel · Vercher · Vuillermoz · Boniface (stagiair) · Cialone (stagiair) · Grolier (stagiair)
Boniface · Bonnet · Burgaudeau · Cras · Doubey · Dujardin · Ferron · Gachignard · Grellier · Jeannière · Jegat · Jousseaume · Latour · Manzin · Ourselin · Simon · Soupe · Tesson · Turgis · Vadic · Van Gestel · Vercher · Vuillermoz · Boulahoite (stagiair) · Marcerou (stagiair) · Sanchez (stagiair)